# ジクルン・クラウゼ

ジクルン・クラウゼ（Sigrun Krause、1954年1月28日 - ）は、東ドイツ、ズール県Steinbach-Hallenberg出身の元クロスカントリースキー選手。1970年代に国際大会で活躍した。

## プロフィール
1974年ノルディックスキー世界選手権ではペトラ・ヒンゼ、バーバラ・ペッツォルト、フェロニカ・シュミットと組んだ4x5kmリレーで銀メダルを獲得、1976年インスブルックオリンピックではモニカ・デバートサウザー、バーバラ・ペッツォルト、フェロニカ・シュミットと組んだ4x5kmリレーで銅メダルを獲得した。
息子はオリンピックで2個のメダルを獲得したクロスカントリースキードイツ代表のイェンス・フィルブリッヒ。